# Királyok és Keresztek
A Királyok és Keresztek egy történelmi témájú, Szent István király idejében játszódó képregénysorozat. Alkotói Németh Levente grafikus, rajzoló és Mészáros János író. A sorozat első része Voluntas Tua, azaz Legyen meg a Te akaratod! címmel 2017 novemberében jelent meg. A második rész, Canes et lupi, azaz Kutyák és farkasok 2019, a harmadik, befejező rész, a Memento Mori 2021-ben került kiadásra. A történet könyvváltozata, Herceg-ének illusztrált regényként is megjelent.
A történet 1030-ban kezdődik Közép-Kelet Európában, ahol a Német-római Császárság és a Magyar Királyság csap össze a Duna menti régió birtoklásáért.
A Királyok és Keresztek sorozatot leginkább a hagyományos történelmi képregények  inspirálták, melyek modernizált változatával a szerzők egy tradicionális műfaj reneszánszát szeretnék elérni.
A műfaja képes krónikák, tisztelgésül a magyar történelem-írás legjelentősebb műve, a Kézai Simon féle Képes Krónika előtt.
A művek A4-es formátumban, 4 szín color offszetnyomással, keményborítós formában jelentek meg, ezzel is kihangsúlyozva az eltérést a füzetszerű képregényektől. Érdekességük, hogy a rajzoló valós alakokat is szerepeltet a képeken, többek között Szilágyi Áron olimpiai bajnok vívó, Schuster Lóránd rockzenész (P. Mobil együttes) arcát is felismerhetjük.

## Történet
A Királyok és keresztek története az 1030-as év őszén kezdődik. A már harminc éve tartó béke a kor két Közép- Európai nagyhatalma, a Német Római Császárság és a fiatal Magyar Királyság között véget ért. Az első keresztény magyar király, I. (Szent) István jól használta ki ezt az időt: az utolsó lázadó törzsfőket is behódoltatta, vassal, földdel vagy házassággal biztosítva felettük hatalmát. Új szövetségeket kötött, az uralkodók Konstantinápolytól Krakkóig elismerték az önálló Magyar Királyságot. De ezzel hatalmas ellenséget is szerzett magának. Amikor István király a felesége, Gizella jogán bejelentette igényét a Bajor Hercegség trónjára fia, Imre herceg számára, az új Német-római császár, II. Konrád úgy döntött, behódoltatja túl erőssé váló szomszédját. Kisebb határ menti csatározásokat indokként használva 1030-ban seregeivel betört a Magyar Királyságba. De a háború nem alakult a németek tervei szerint. A Mosoni lápon a német támadás végképp megakad. A magyarok vakmerő éjszakai rajtaütése után a császár úgy dönt, inkább hazatér Speyer-be, és fiára, az ifjú hercegre, a későbbi III. Henrikre bízza a csapatok további vezetését. Henrik egy renegát besenyő törzs pénzéhes vezetője, Jeke segítségével kikeveredik a mocsárból, és Bécs felé veszi az irányt, hogy számára kedvezőbb körülmények között tudjon megküzdeni a könnyűlovas magyarokkal. 
A bécsi csatában a német lovagok, egyes nagyurak engedetlensége miatt vereséget szenvednek, és csak Adalbert osztrák őrgróf utolsó pillanatban érkező csapatai mentik meg őket a teljes pusztulástól. A vert sereg a közeli várban, Sloss Enzesfeldben talál menedéket. A magyar herceg vezetésével békeküldöttség érkezik, hogy megállapodjanak a német sereg elvonulásáról és cserébe a Lajta-Fischa közötti területek a Magyar Királyságnak történő átadásáról. A német főurak közül többen, mint Pilgrim kölni érsek elégedetlenek az egyezséggel, ezért a maguk módszereivel igyekeznek megakadályozni a megkötött béke szentesítését. 
A magyar seregek hazaindulnak. Imre és a varég testőrsége visszafelé összetalálkoznak a mocsárban lakó besenyőkkel. A katonák közötti békés szórakozás véres összetűzésbe torkollik, aminek a végén kiderül az igazság az árulásról. Imre kegyetlen bosszút áll a hitszegő besenyőkön, de a törzs vezetőjét életbe hagyja. Azt tervezi, élve István király elé viszi Jekét. Nem is sejti, hogy a törzsfő és a király régi ismerősök.

## Magyar és idegen nyelvű kiadások
Az első rész Magyarországon keményfedeles, 100 oldalas, négy szín color nyomtatásban jelent meg az Enter Studio ’98 kiadó gondozásában. A Canes et lupi kiadója a Helikon Kiadó volt, a Szenzár-könyvek sorozat részeként. 2020-ban a Képes Krónikák Kiadó megszerezte a Királyok és Keresztek brand-et, így az első rész újranyomásáról, valamint a harmadik rész és a könyvváltozat kiadásáról ő gondoskodott. A Királyok és keresztek hivatalos angol nyelvű bemutatójára 2017. november 18-án került sor Bécsben, a VIECC Vienna Comic Con fantasy és cosplay fesztiválon. Az angol nyelvű változat sikerrel szerepelt a Brüsszeli képregénykiállításon (Brussels Comic Strip Festival) 2018 szeptemberében. A belga BD Must éditions 2019-ben megvásárolta a külföldi kiadási jogokat, és francia, flamand és német nyelven 2019 óta sorra jelenteti meg a sorozat egyes darabjait.